# Fámjin

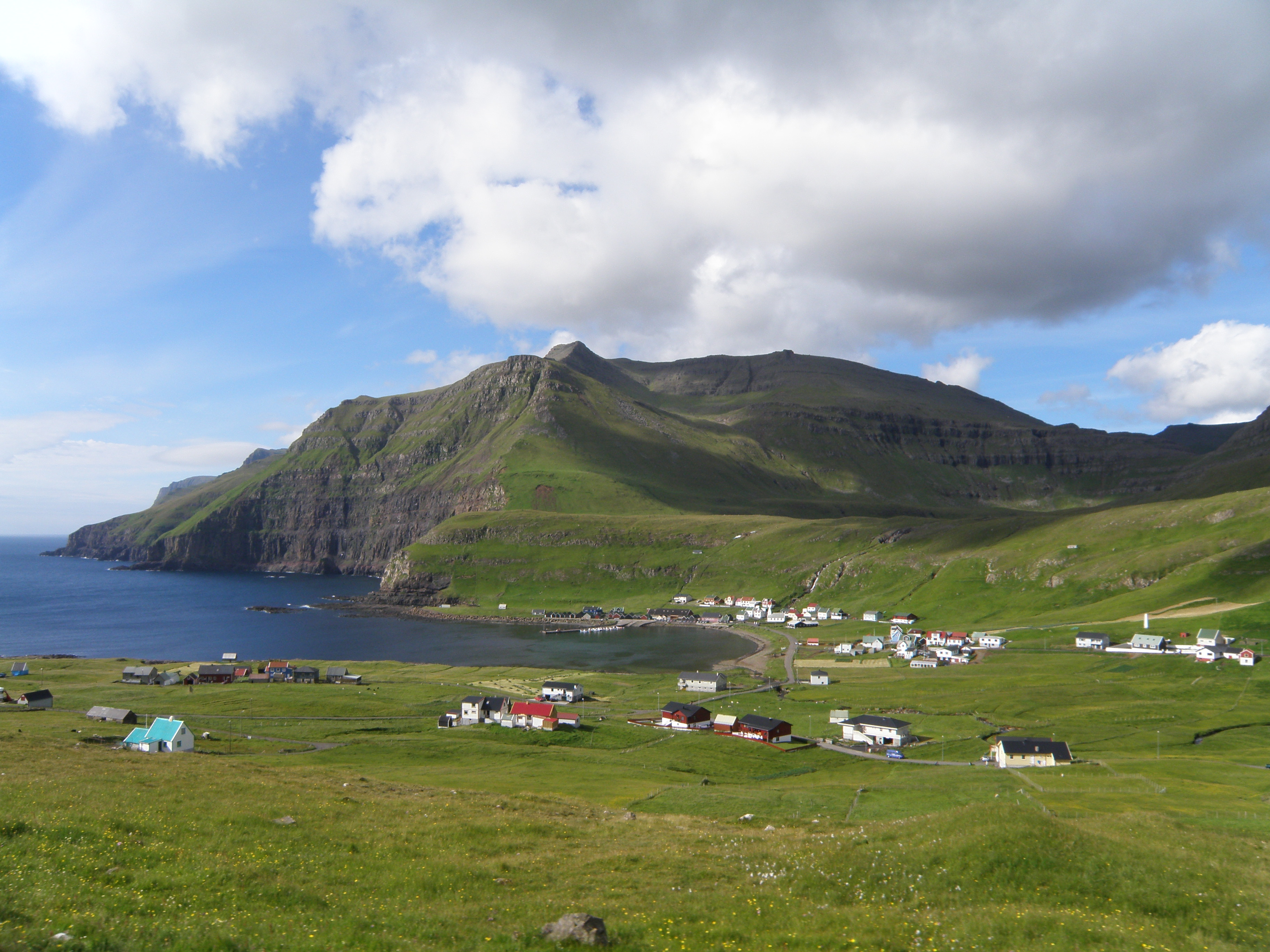
Fámjin

Fámjin es una localidad de 108 habitantes en la costa occidental de Suðuroy, en las Islas Feroe. Es el único poblado del municipio de Fámjin.
Fámjin es un pequeño pueblo que se dedica a la pesca y a la crianza de ovejas. Anteriormente hubo también explotación de carbón a pequeña escala.

## Etimología
Los lingüistas señalan que el nombre de Fámjin procede de alrededor del año 1300, cuando las Feroe y las Shetland estaban bajo la misma administración. Según la teoría, el nombre procede de la raíz inglesa antigua famig: "espumoso", y del prefijo -ende, -ing o -in, que significa en cualquier caso "lugar". El nombre de Fámjin haría referencia a la espuma blanca de las olas que se forma en la bahía.
La etimología de Fámjin es motivo de una leyenda del siglo XVI. Según ésta, el primer nombre del pueblo fue Vesturvík, que significa "bahía occidental"). En una ocasión, un barco francés se encontraba anclado frente al pueblo, esperando mejores condiciones del viento para zarpar. Dos hombres feroeses que ahí pescaban invitaron a dos mujeres francesas a subir a su bote con el pretexto de mostrarles un fletán que habían pescado; una vez que las mujeres estuvieron a bordo, los dos hombres remaron y se alejaron con ellas del lugar. Desde la cubierta del barco francés, un marinero gritó: "Femmes... femmes", que en francés significa "mujeres... mujeres". La leyenda, que se extiende más allá, fue recogida por escrito por Venceslaus Ulricus Hammershaimb en 1891.

## Historia
Fámjin se menciona por primera vez en la Hundabrævið, un documento del siglo XIV, aunque la historia del pueblo puede ser bastante anterior. La iglesia fue construida en piedra según diseño del islandés Guðbrandur Sigurðsson entre 1862 y 1876. Dentro de ella se encuentra una piedra rúnica posterior a la reforma protestante, una pieza importante porque demuestra que las runas se emplearon hasta bien entrado el siglo XVI. También dentro de la iglesia se conserva el prototipo de la bandera de las Islas Feroe, elaborado en 1919 por Jens Oliver Lisberg y otros estudiantes feroeses de Copenhague. La primera vez que ondeó la bandera feroesa fue precisamente en Fámjin el 22 de junio de 1919, con motivo de una boda.
El 25 de marzo de 2005 se reunieron en Fámjin el ministro danés del exterior Per Stig Møller y el primer ministro feroés Jóannes Eidesgaard. El Tratado de Fámjin, como se ha llamado la reunión, tuvo por objetivo aumentar la influencia feroesa en lo que se refiera a política exterior y seguridad del archipiélago.

## Geografía
Fámjin es, junto con Sumba, el único poblado en la costa occidental de Suðuroy, típicamente bastante más escarpada que la costa oriental. El pueblo prácticamente se encuentra de cara al mar abierto, en una pequeña bahía con playa protegida por un arrecife pétreo y en un estrecho valle rodeado de montañas. Al este de Fámjin, subiendo la ladera, hay una meseta donde se encuentra el lago Kirkjuvatn, uno de los mayores de Suðuroy. Rodeando esta meseta se encuentran montañas altas y escarpadas que constituyen los puntos más altos de la isla. El Gluggarnir se encuentra al norte del pueblo, y Borgarknappur y Borgin al sureste.
Dentro del término municipal hay varios lagos más, algunos compartidos con los municipios vecinos. Hay también varias cursos de agua que bajan de las montañas, algunos de ellos forman cascadas.
Una sola carretera llega a Fámjin, la que sale del pueblo de Øravík (municipio de Tvøroyri), a 9 km de distancia al este. Un antiguo camino de montaña comunicaba a Fámjin con Vágur. La distancia a Vágur por carretera son 29 km.

## Demografía
Fámjin es el único poblado del municipio homónimo. El Departamento de Estadística de las Islas Feroe estima la población de Fámjin en 108 personas en enero de 2011. La población ha venido a la baja, si se compara con las 185 que había en 1960 y las 127 de 1985. El decrecimiento de población es algo común a los pequeños pueblos de las Islas Feroe, pues muchas personas se han trasladado a las principales localidades o incluso al extranjero. Durante el verano la población aumenta significativamente, pues varios oriundos de Fámjin que residen en otros lugares regresan al pueblo con motivo del inicio de la temporada de pastoreo.

## Política
El municipio de Fámjin se constituyó en 1908, cuando se separó del municipio de la parroquia de Suðuroy. Fámjin es gobernado por un concejo municipal de 5 personas. Las últimas elecciones se llevaron a cabo en 2008 y el nuevo gobierno tomó posesión el 1 de enero de 2009. La alcaldesa es Eyðdis Ellendersen.

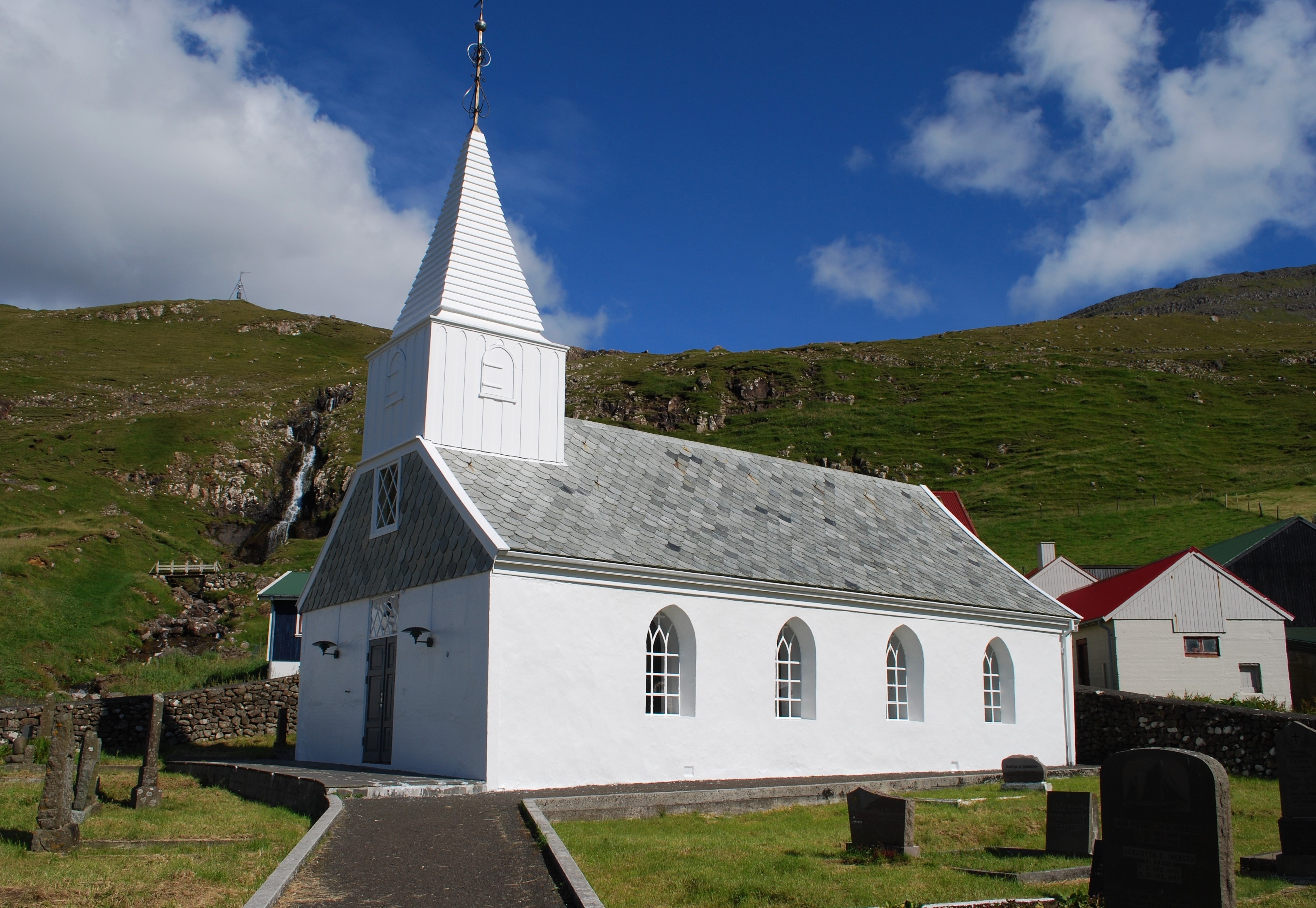
La iglesia de Fámjin
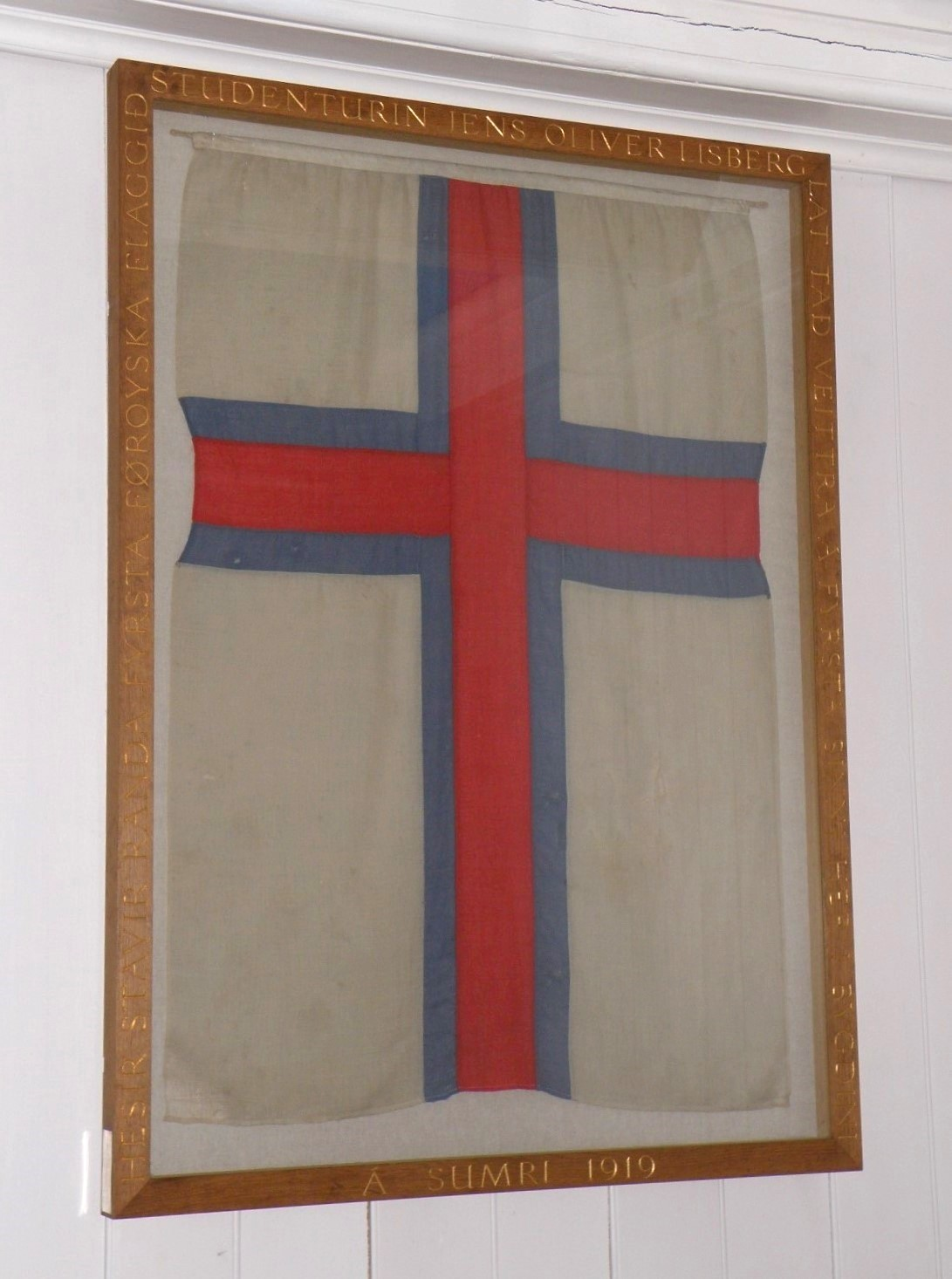
También dentro de la iglesia se conserva el prototipo de la bandera de las Islas Feroe
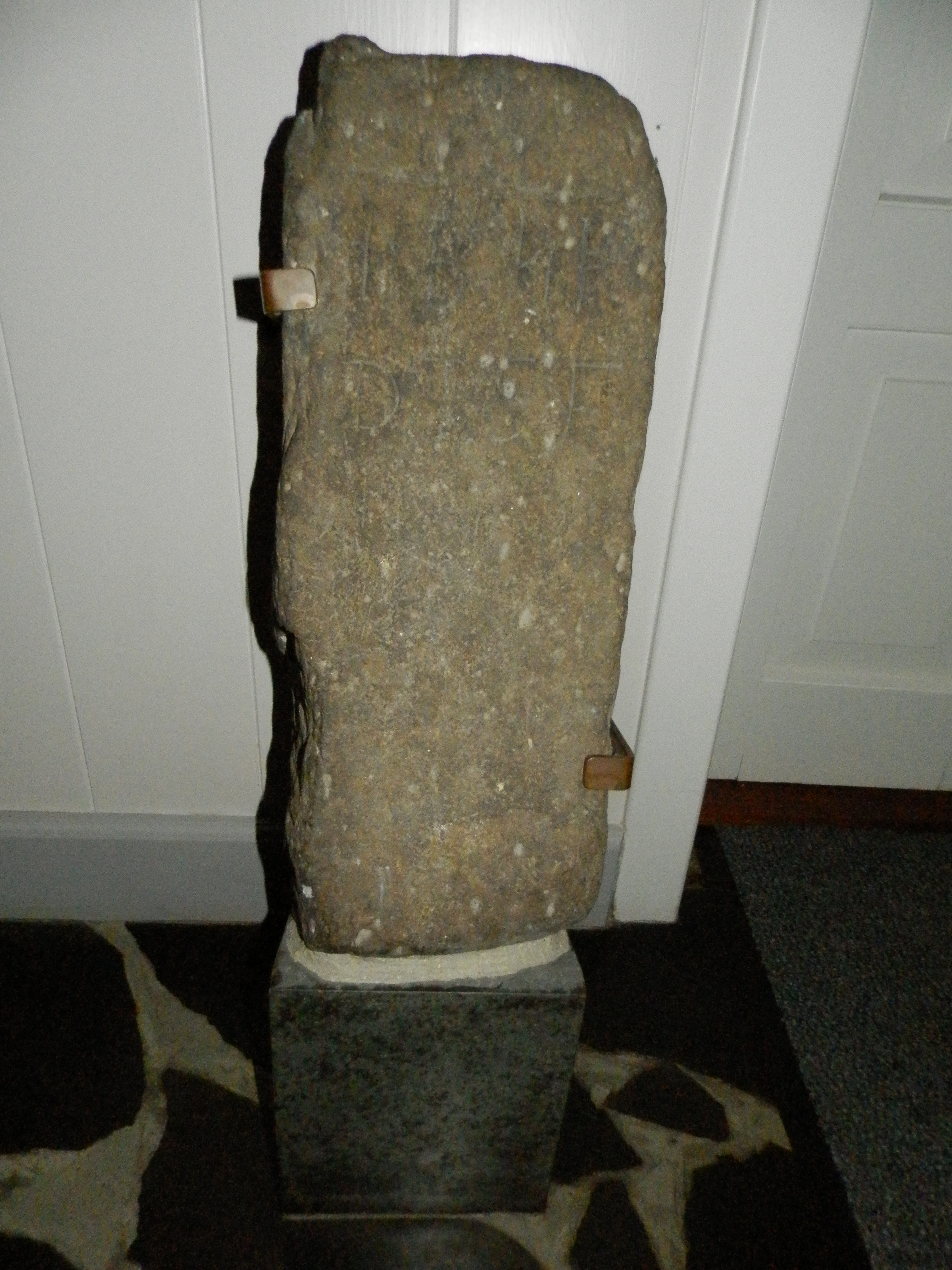
Una pieza importante porque demuestra que las runas se emplearon hasta bien entrado el siglo XVI
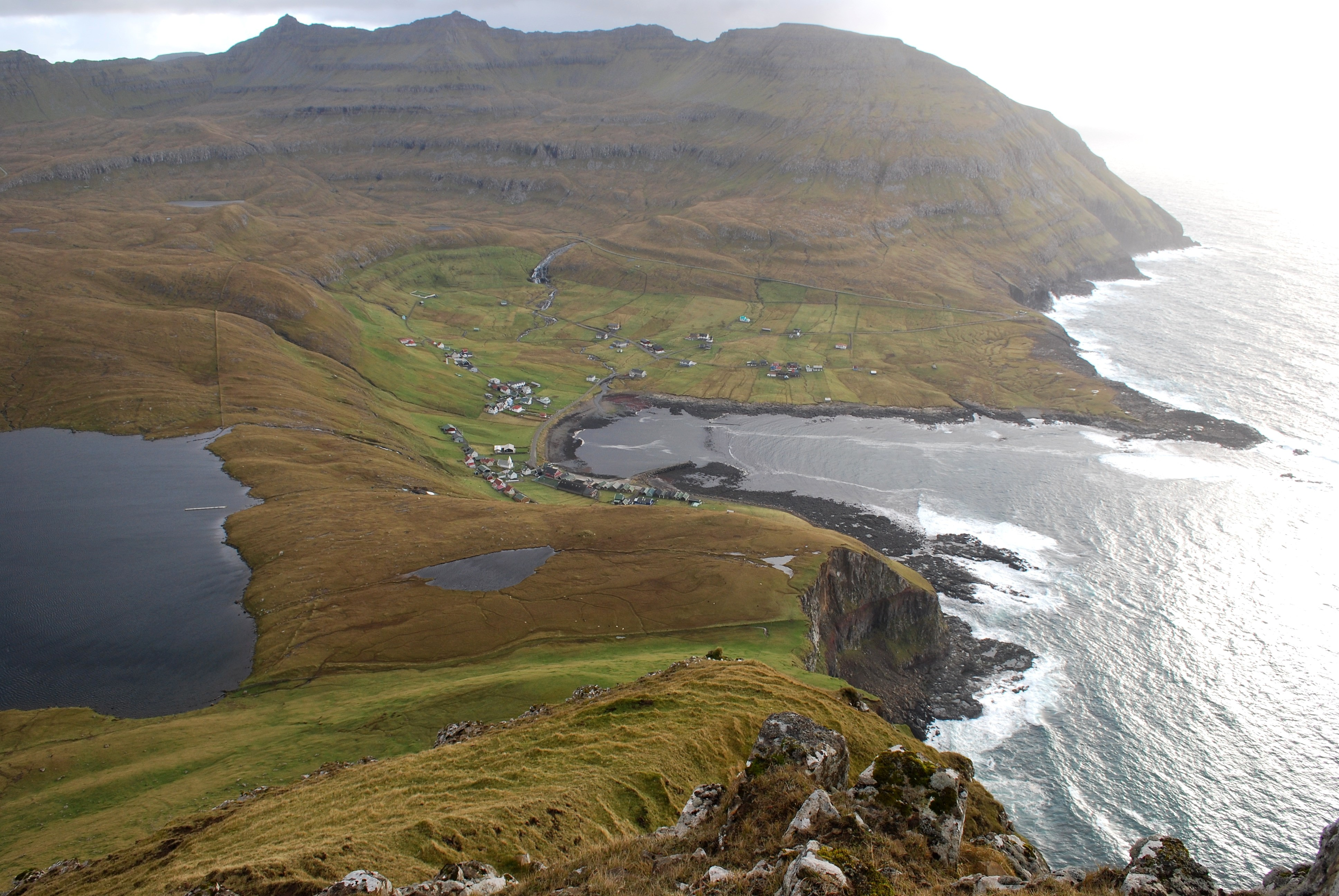
Panorámica al norte de Fámjin
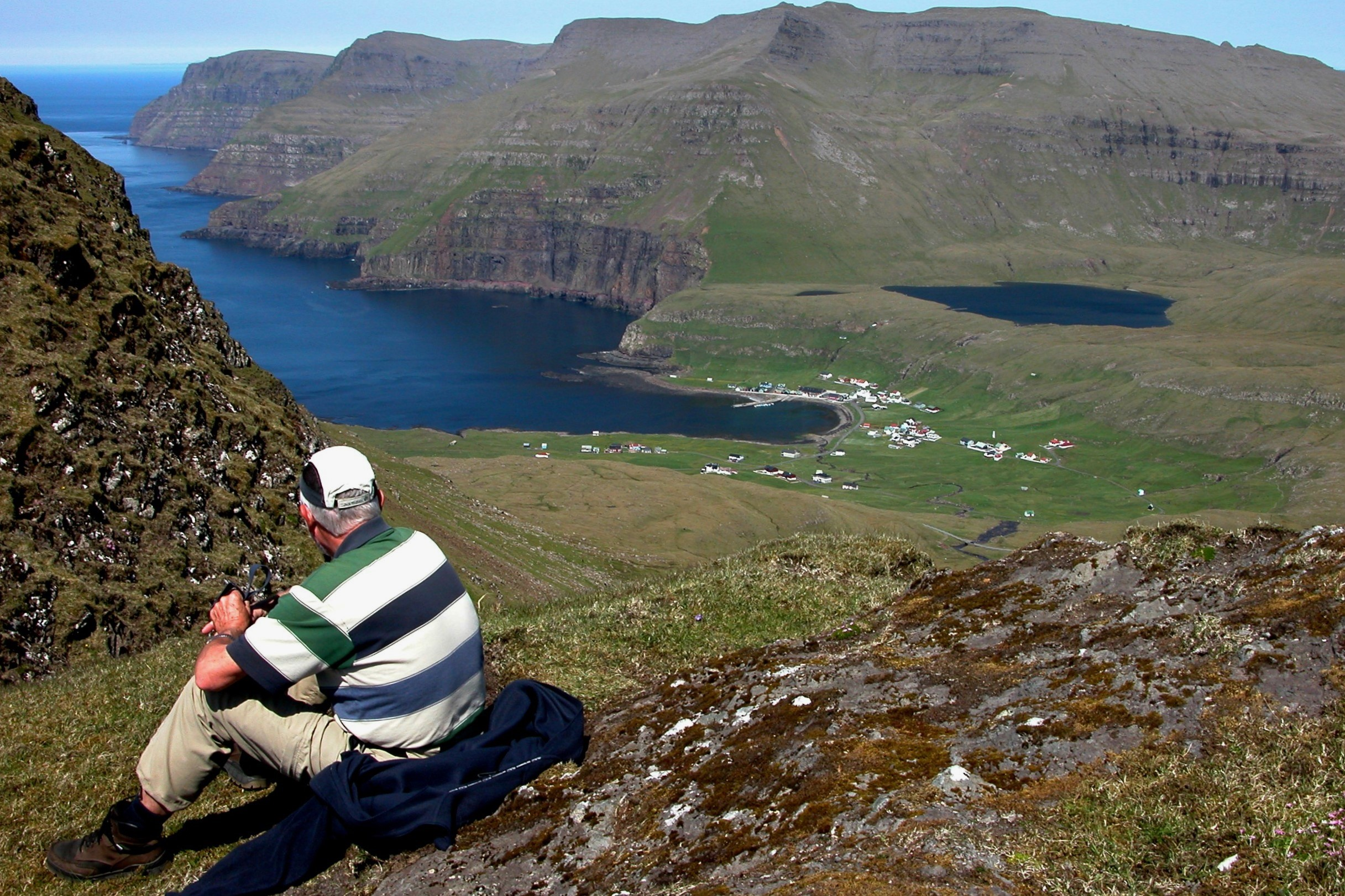
Panorámica al sur de Fámjin
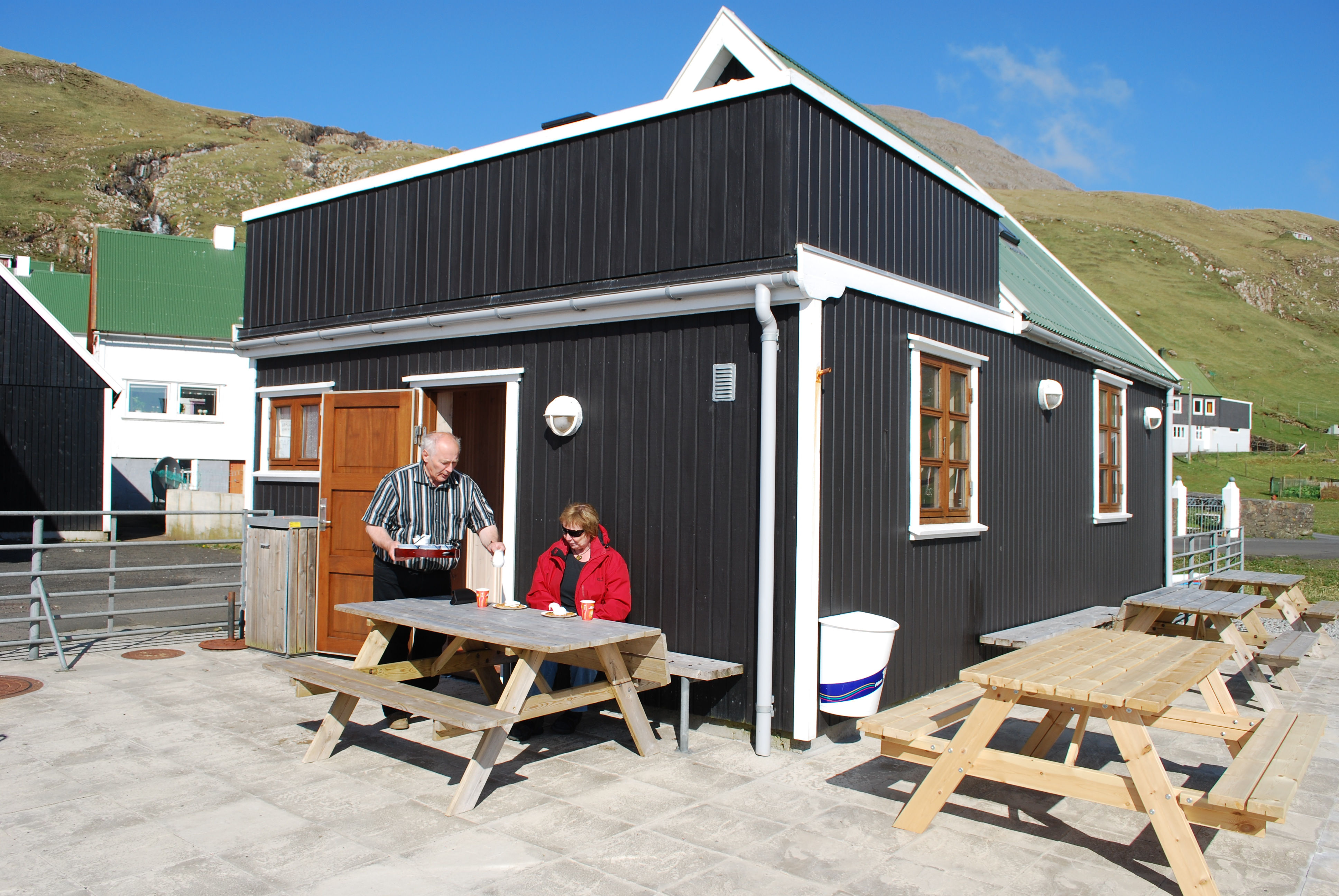
The Coffee shop en Fámjin
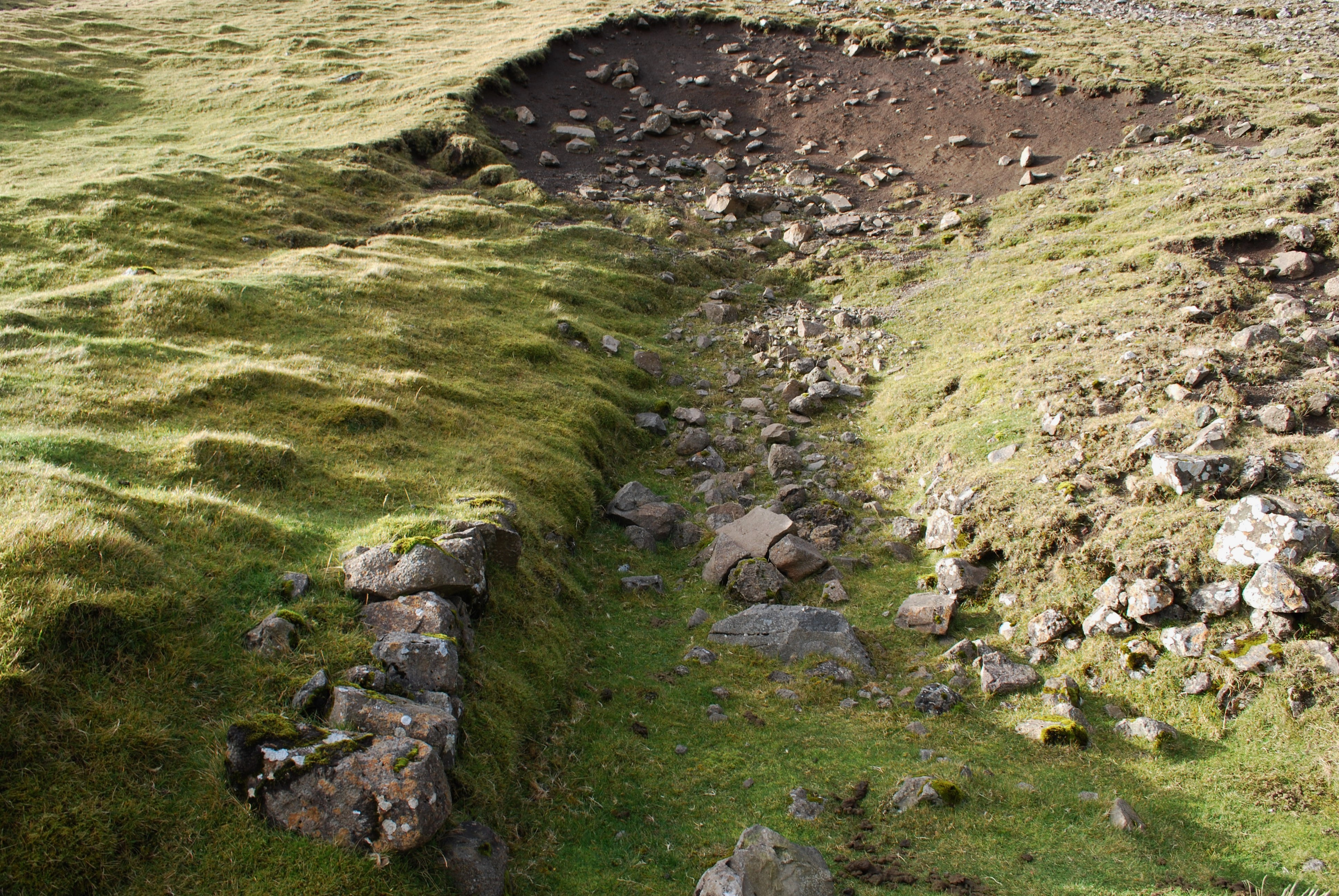
Una mina de carbón en Fámjin
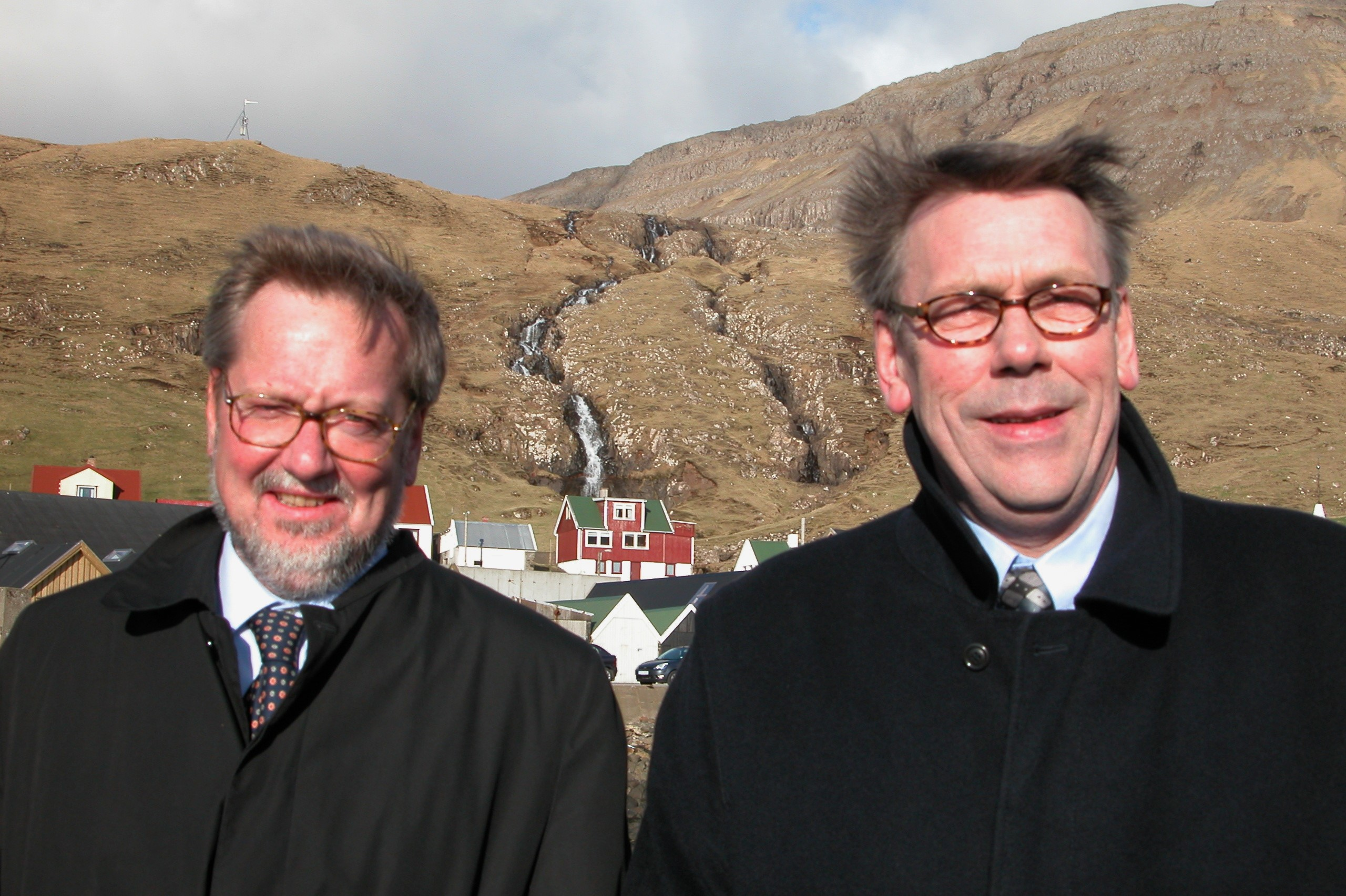
El 25 de marzo de 2005 se reunieron en Fámjin el ministro danés del exterior Per Stig Møller y el primer ministro feroés Jóannes Eidesgaard